# Chicago Bruisers
Die Chicago Bruisers sind ein Arena-Football-Team aus Chicago, Illinois, das in der Arena Football League (AFL) spielte. Ihre Heimspiele trugen die Bruisers im Rosemont Horizon aus.

## Geschichte
Die Bruisers wurden 1987 gegründet und sind damit eines der vier Teams, die die allererste AFL-Saison absolvierten. Nach drei Spielzeiten und zwei Playoffteilnahmen wurde das Franchise 1989 aufgelöst.
In ihrer Debütsaison lag der Altersdurchschnitt des Teams bei nur 25 Jahren. Mit ihrem jungen Kader, hatten die Bruisers am letzten Spieltag noch die Möglichkeit in das ArenaBowl-Finale einzuziehen, verloren aber das entscheidende Spiel gegen die Denver Dynamite.
1988 wurden die Bruisers erster der AFL und zogen nach dem Sieg im Halbfinale gegen die Los Angeles Cobras, in den ArenaBowl ein. Dieses wurde allerdings mit 13:24 gegen die Detroit Drive verloren.

## Saisonstatistiken
| Jahr | Team             | Liga | S  | N | Playoffs erreicht | Playoffrunde                                                                  |
| ---- | ---------------- | ---- | -- | - | ----------------- | ----------------------------------------------------------------------------- |
| 1987 | Chicago Bruisers | AFL  | 2  | 4 | nein              |                                                                               |
| 1988 | Chicago Bruisers | AFL  | 10 | 1 | ja                | S Halbfinale gg. Los Angeles Cobras 29:16 N ArenaBowl gg. Detroit Drive 13:24 |
| 1989 | Chicago Bruisers | AFL  | 1  | 3 | ja                | N Halbfinale gg. Detroit Drive 10:43                                          |

## Zuschauerentwicklung
| Jahr | Team             | Zuschauerdurchschnitt |
| ---- | ---------------- | --------------------- |
| 1987 | Chicago Bruisers | 8.636                 |
| 1988 | Chicago Bruisers | 8.004                 |
| 1989 | Chicago Bruisers | 6.622                 |